# Глобин, Николай Иванович
Николай Иванович Глобин (1920—1989) — полковник Советской Армии, участник Великой Отечественной войны, Герой Советского Союза (1945).

## Биография
Николай Глобин родился 21 июля 1920 года на хуторе Овдянский в крестьянской семье. Рано остался сиротой, переехал в Донбасс. Окончил восемь классов школы. В 1938 году Глобин окончил Енакиевский металлургический техникум, в 1939 году — Херсонскую авиационную школу, после чего работал лётчиком-инструктором в Горловском аэроклубе. В 1940 году Глобин был призван на службу в Рабоче-крестьянскую Красную Армию. В 1941 году он окончил Ворошиловградскую военно-авиационную школу пилотов. С ноября 1943 года — на фронтах Великой Отечественной войны. Участвовал в боях на 1-м и 4-м Украинском фронтах. В 1944 году был ранен.
К концу войны старший лейтенант Николай Глобин командовал звеном 525-го штурмового авиаполка 227-й штурмовой авиадивизии 8-го штурмового авиакорпуса 8-й воздушной армии 4-го Украинского фронта. За время своего участия в войне он совершил 100 боевых вылетов, производил штурмовку скоплений боевой техники и живой силы противника, его аэродромов, железнодорожных эшелонов, опорных пунктов, нанеся ему большой урон.
Указом Президиума Верховного Совета СССР от 29 июня 1945 года за «образцовое выполнение боевых заданий командования на фронте борьбы с немецкими захватчиками и проявленные при этом мужество и героизм» старший лейтенант Николай Глобин был удостоен высокого звания Героя Советского Союза с вручением ордена Ленина за номером 32991 и медали «Золотая Звезда» за номером 4221.
После окончания войны Глобин продолжил службу в Советской Армии. В 1949 году он заочно окончил Черновицкий учительский институт, в 1975 году — Днепропетровский университет. В 1961 году в звании полковника Глобин был уволен в запас. Проживал в Запорожье, работал начальником технического обучения завода имени 50-летия СССР. Умер 26 июня 1989 года, похоронен на Капустяном кладбище Запорожья.
Был также награждён тремя орденами Красного Знамени, орденом Александра Невского, двумя орденами Отечественной войны 1-й степени, тремя орденами Красной Звезды, а также рядом медалей.